# Francis Palgrave
Francis Palgrave (født juli 1788 i London, død 6. juli 1861 i Hampstead) var en engelsk historiker, far til Francis Turner, William Gifford, Inglis og Reginald Palgrave.
Palgrave var af jødisk familie (Cohen), men gik 1823 over til katolicismen og fik da tilladelse til at antage sin svigermoders familienavn. Palgrave var oprindelig jurist, men kastede sig tidlig med iver over historiske studier. Af regeringen fik han store udgiverarbejder, blandt andet Parliamentary writs (1827—34); 1838 blev han arkivar ved Statsarkivet. Hans hovedværker, Rise and progress of the English commonwealth (1882), History of Normandy and England (1851—64, ufuldendt), var banebrydende ved deres behandling af Englands ældre middelalder på et rigt grundlag af samtidige kilder, men forældedes hurtigt på grund af fremragende efterfølgeres arbejder. Når disse imidlertid helt brød staven over Palgraves fremhæven af den keltoromanske indflydelse på den senere udvikling, har den nyere forskning dog i nogen grad givet ham oprejsning.